# نظام طرق الإنكا
نظام طرق الإنكا هو أكثر نظم النقل شمولا وتقدمًا في أمريكا الجنوبية في العصر قبل الكولومبي بطول بلغ 24,800 ميل (39,900 كـم).:242 تطلب بناء الطرق نفقات كبيرة من الوقت والجهد.:634 تكونت الشبكة من طريقين اثنين بين الشمال والجنوب الطرق مع العديد من الفروع، الجزء الأكثر شهرة من هذا النظام هو درب الإنكا إلى ماتشو بيتشو ‏. تم بناء جزء من شبكة الطرق من قبل الحضارات السابقة لإمبراطورية الإنكا، وخاصة حضارة واري. خلال الحقبة الاستعمارية الإسبانية، وأجزاء من شبكة الطرق أعطيت حالة الطريق الملكي "Camino Real". في عام 2014 أصبح نظام الطرق من مواقع التراث العالمي لليونسكو.
المدى الحقيقي لشبكة الطرق ليس معروفا تماما، حيث قام الغزاة الإسبان بنبش الطريق بالكامل في بعض المناطق، أو تركوها تتعرض للتدهور والتخريب تحت حوافر الخيول المعدنية، أو عجلات العربات التي تجرها الثيران، فقط حوالي 25 في المئة من هذه الشبكة لا تزال مرئية. تعمل مختلف المنظمات مثل اليونسكو والاتحاد الدولي لحفظ الطبيعة على حماية الشبكة بالتعاون مع حكومات ومجتمعات البلدان الستة التي مر خلالها طريق الإنكا العظيم.

## الطرق الرئيسية

ماتشو بيتشو، أحد مواقع التراث العالمي لليونسكو بالقرب من كوزكو في بيرو.

سار الطريق الشرقي عاليًا في مراعي بونا ‏ ووديان كيتو الجبلية في الإكوادور حتى مندوزا في الأرجنتين، وتتبع الطريق الغربي السهل الساحلي خارج المناطق الساحلية والصحاري التي احتضنت السفوح. تم شق أكثر من عشرين طريق على الجبال الغربية، بينما اجتازت الطرق الأخرى السلسلة الشرقية من الجبال والسهول. بعض تلك الطرق تصل إلى ارتفاعات أكثر 5,000 متر (16,000 قدم) فوق مستوى سطح البحر.:242 ربطت الدروب مناطق إمبراطورية الإنكا من شمال عاصمة المقاطعة في كيتو بالإكوادور حتى مدينة سانتياغو في شيلي جنوبا. تشكل دروب الإنكا المرتبطة معا 40,000 كيلومتر (25,000 ميل) من الطرق:242 ووفرت الوصول إلى أكثر من 3,000,000 كيلومتر مربع (1,200,000 ميل2) من الأرض.
على الرغم من أن طرق الإنكا تختلف اختلافا كبيرا في الحجم والبناء والمظهر، يتراوح الاختلاف الأكبر في العرض بين المتر الواحد والأربعة أمتار.:245
كان كثير من النظام نتيجة إدعاء الأنكا مدعيا الحق الحصري على العديد من الطرق التقليدية التي كانت شيدت في قرون سابقة من قبل إمبراطورية واري، وكأمثلة على العديد من الأقسام الجديدة التي بنيت أو تم تطويرها إلى حد كبير: من خلال صحراء أتاكاما في تشيلي، وعلى طول الحافة الغربية لبحيرة تيتيكاكا.:242:97 تورت الإنكا تقنيات للتغلب على صعوبة إقليم الأنديز خيث بنوا على المنحدرات الشديدة درجات حجرية عملاقة تشبه الدرج الضخم، وفي المناطق الصحراوية القريبة من الساحل بنوا الجدران المنخفضة للحفاظ على الرمال من الانجراف على الطريق.:301
يشكل طريق الإنكا العظيم "Qhapaq Ñan" الطريق السريع الرئيسي بين الشمال والجنوب من إمبراطورية الإنكا بطول 6,000 كيلومتر (3,700 ميل) على طول قمم جبال الأنديز.
قام هذا الطريق بتوحيد الإمبراطورية الضخمة والمتنوعة من خلال النظام السياسي المظم للسلطة آنذاك، حيث سمح للإنكا بالسيطرة على الإمبراطورية وإرسال القوات حسب الحاجة من العاصمة كوسكو.
أهم طرق الإنكا كان الطريق الملكي (بالإسبانية: Camino Real)‏ الذي بلغ طول 5,200 كيلومتر (3,200 ميل). بداية في كيتو بالإكوادور مروراً بكوسكو، وانتهت في ما هو الآن في توكومان ، الأرجنتين. يقطع الطريق الملكي سلاسل جبال الأنديز، مع أرتفاع أقصى بلغ أكثر من 5,000 متر (16,000 قدم)، وكذلك الدرب الساحلي (بالإسبانية: El Camino de la Costa)‏ بطول 4,000 كيلومتر (2,500 ميل), محازيًا للبحر وكان متصلًا مع الطريق الملكي عن طريق العديد من الطرق الأصغر.

## استعمالات الطريق

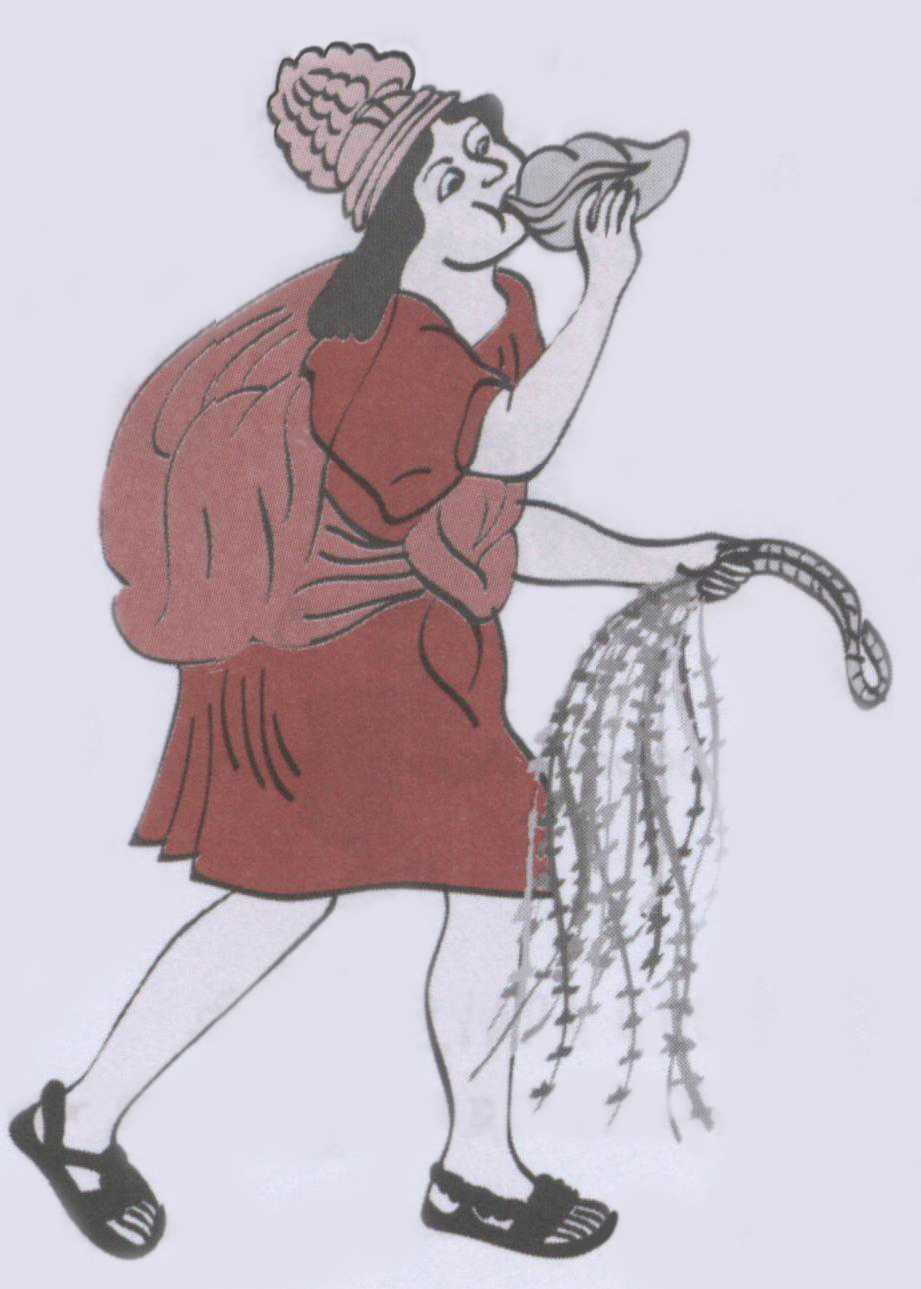
تشاسكي يحمل في يده كيبو وينفخ في صدفة حلزون

تعددت أوجه الاستخدام التي استفاد الإنكا من خلالها من شبكة الطريق، فلم ينحصر استخدامها على التنقل والسفر عبر الإمبراطورية وحسب؛ بل كان يستخدمه الإنكا أيضاً لأداء الكثير من الأغراض العسكرية والدينية. ولم يكن يُسمح للأشخاص العاديين السفر واستخدام الطرق لغاياتهم الخاصة دون الحصول على تصريح رسمي يخولهم بذلك.

### النقل
كانت معظم التنقلات ذات المسافات الطويلة في الإنكا تتم سيراً على الأقدام مثلما كان الأمر عليه في أميركا الوسطى. وكان لدى الإنكا استخدامين رئيسيين للنقل الطرقيّ وهما استخدام أشخاص مكلفين بالجري (يُعرفون باسم «التشاسكي») في مهمات نقل الرسائل عبر الإمبراطورية، بالإضافة إلى نقل البضائع والحاجيات على حيوانات اللاما والألباكا.
استطاع هؤلاء «التشاسكي» الجري لمسافات وصلت حتى 240 كيلومتراً خلال اليوم الواحد،:243 وتولوا مسؤولية توصيل أي شيء بدءاً من الأخبار ووصولاً إلى البضائع الخفيفة كالسمك.:15 وانتشرت على طول هذه الطرق محطات أطلق الإنكا عليها اسم «تامبو» استراح فيها التشاسكي خلال رحلاتهم. وكانت هذه المحطات عبارة عن أصرحة سكنية تقع على جانب الطريق قدَّمت الماء والمعونات والمأوى للتشاسكي العابرين منها، وحتى أنه كان فيها معونات لجيوش الإنكا الذاهبة لخوض المعارك.:128
كما اُستعملت حيوانات اللاما والألباكا في كثيرٍ من الأحيان، وهي من الحيوانات خفيفة الوزن ولذلك فإنها لا تستطيع حمل الكثير، ولكنها تتميز برشاقتها العالية. ولهذا السبب فقد كان يلجأ الإنكا عند الحاجة إلى نقل كميات ضخمة من السلع والبضائع إلى استخدام قطعان من اللاما أو الألباكا يقودها اثنان أو ثلاثة من رعاة الماشية.:242 فكان رعاة الماشية يقودون الحيوانات إلى أعلى الطرق الجبلية المنحدرة وبذلك استطاع الإنكا نقل كميات كبيرة من السلع والموارد دون الاضطرار إلى المجازفة بحياة الآخرين.

### التجارة
لعبت الطرق والدروب والجسور المنتشرة في جميع أنحاء إمبراطورية الإنكا دوراً أساسياً في التماسك السياسي للدولة وفي عملية إعادة توزيع السلع فيها.:632 عادت ملكية جميع موارد الإمبراطورية إلى النخبة الحاكمة. وكانت عملية إعادة توزيع هذه السلع تتبع نظاماً يُعرف بالأرخبيل العمودي. وكانت التجارة في جميع أنحاء إمبراطورية الإنكا تقوم على هذا النظام.:118 وتمتعت كل منطقة من مناطق الإمبراطورية بمواردها الخاصة. واستعمل الإنكا شبكة الطرق لنقل السلع من منطقة ما إلى أجزاء الدولة الأخرى التي احتاجتها. وكان هذا النظام من الأسباب التي جعلت الإنكا إمبراطورية كبرى ذات قوة وسلطان، حيث لم يكن تحت أيدي الإنكا مجموعة زاخرة ومتنوعة من الموارد وحسب؛ بل كان لديهم أيضاً نظام قائم كفل إمكانية حصول جميع أنحاء الدولة على جميع ما احتاجته من موارد.:120

## معرض الصور

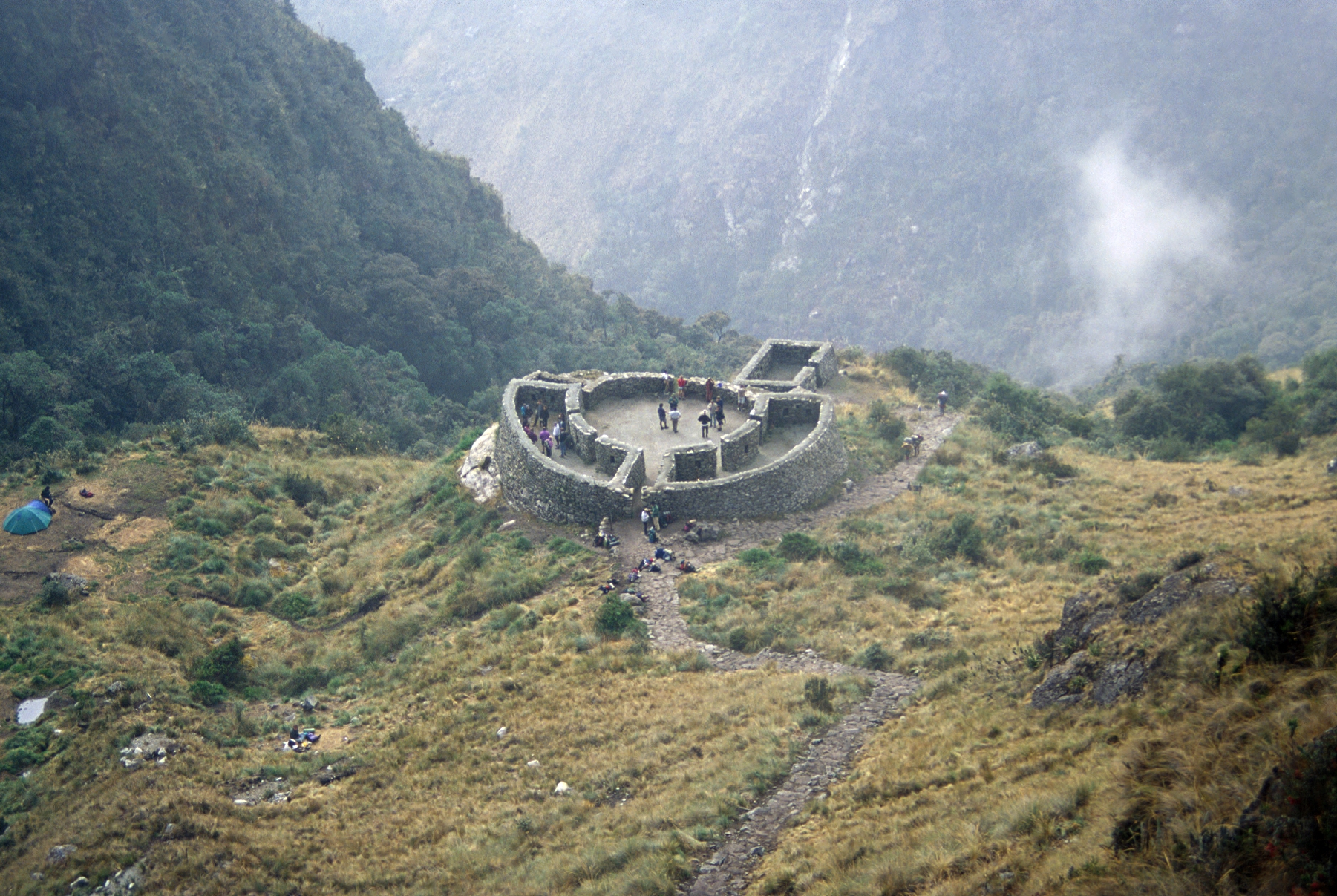
طريق في موقع رونكوراكاي الأثري في منطقة كوسكو بالبيرو.
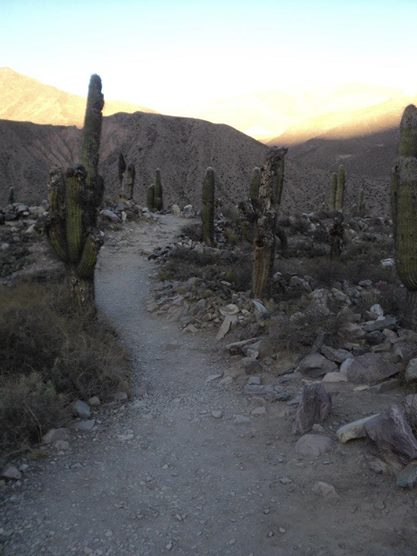
طرق في موقع بوكارا تيلكارا بالأرجنتين.
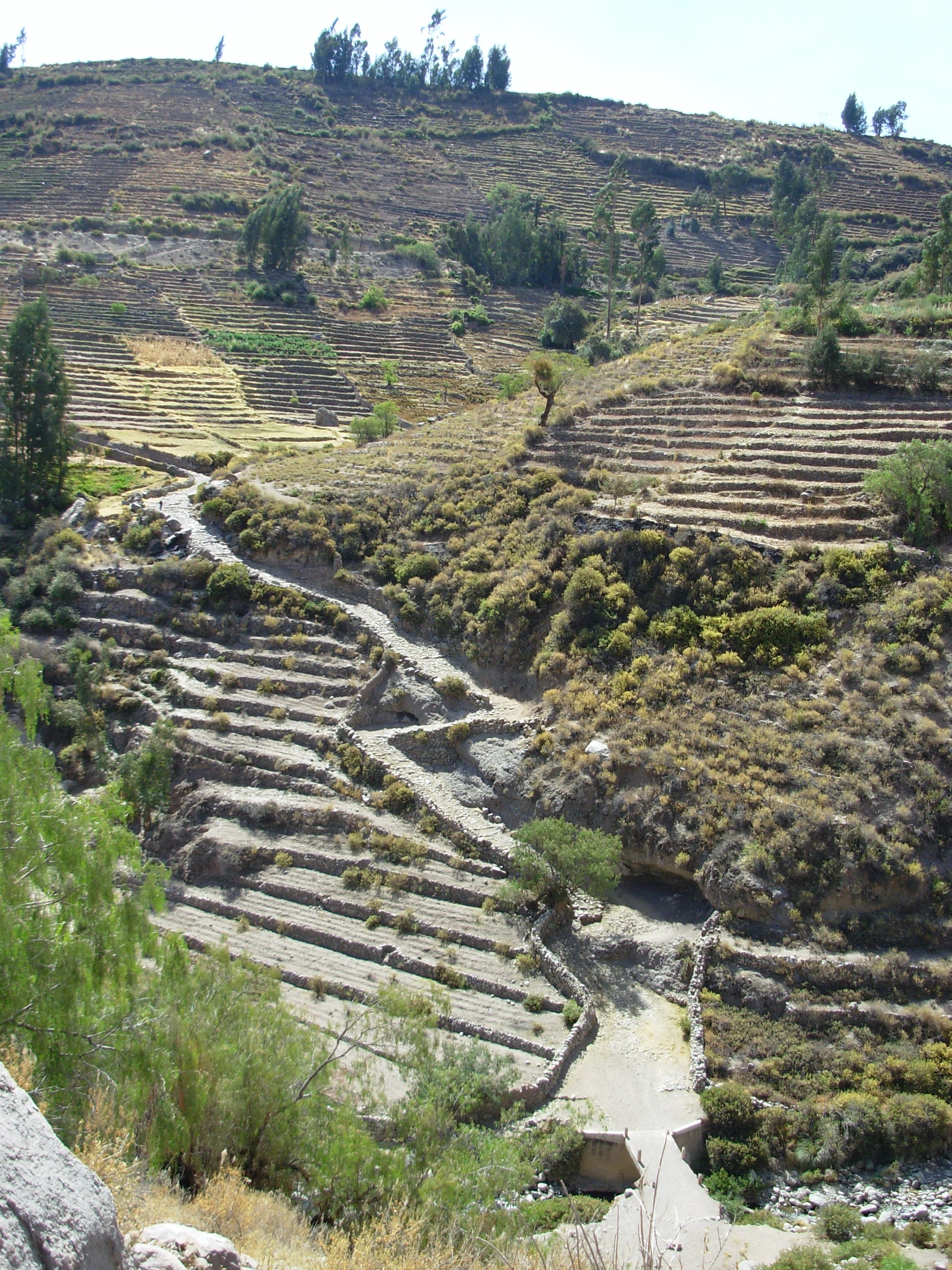
ملتقى طرق يؤدي إلى مصطبات تعود إلى حقبة ما قبل الإنكا في مقاطعة تاراتا البيروفية.
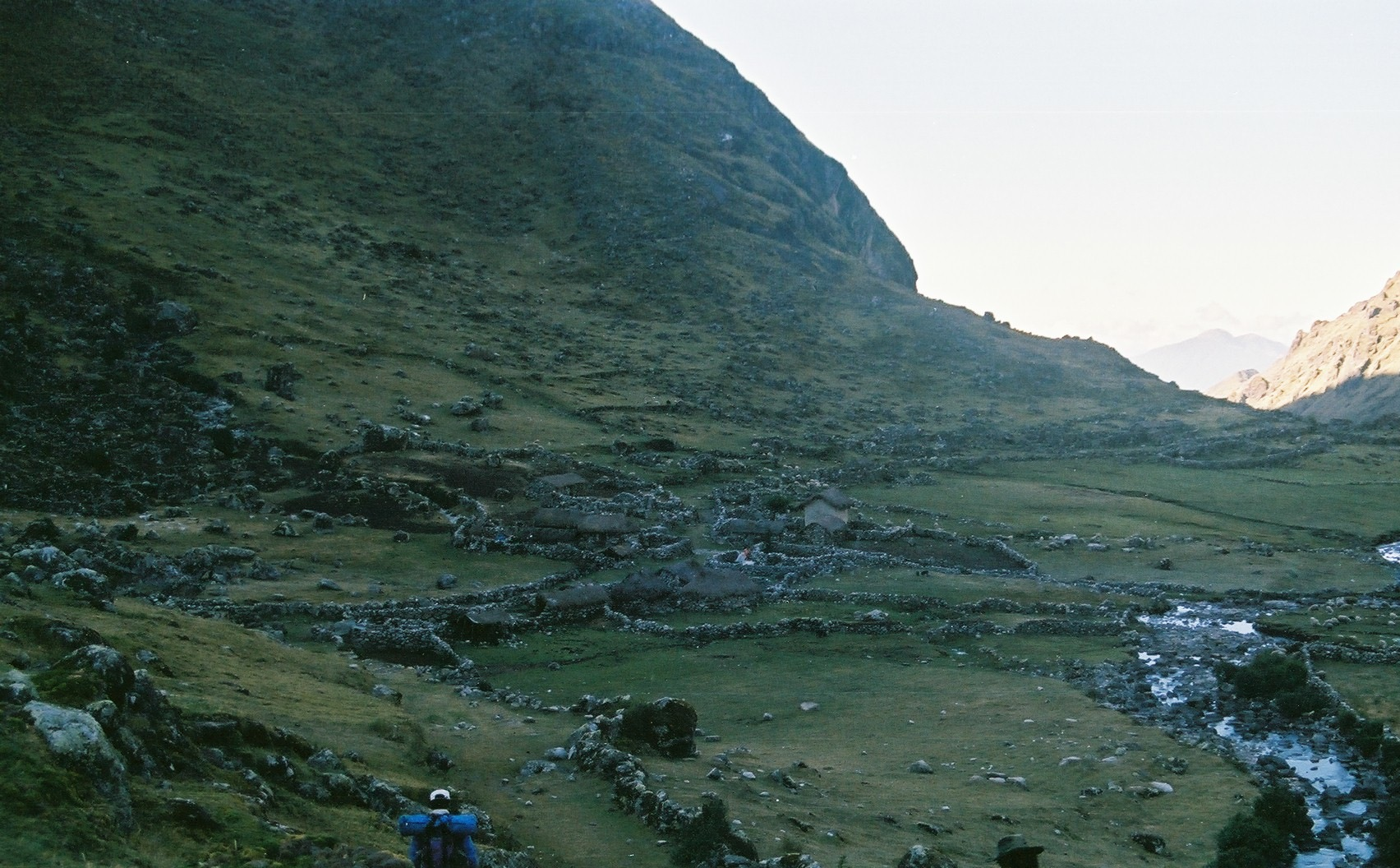
طرق في لاباز ببوليفيا.
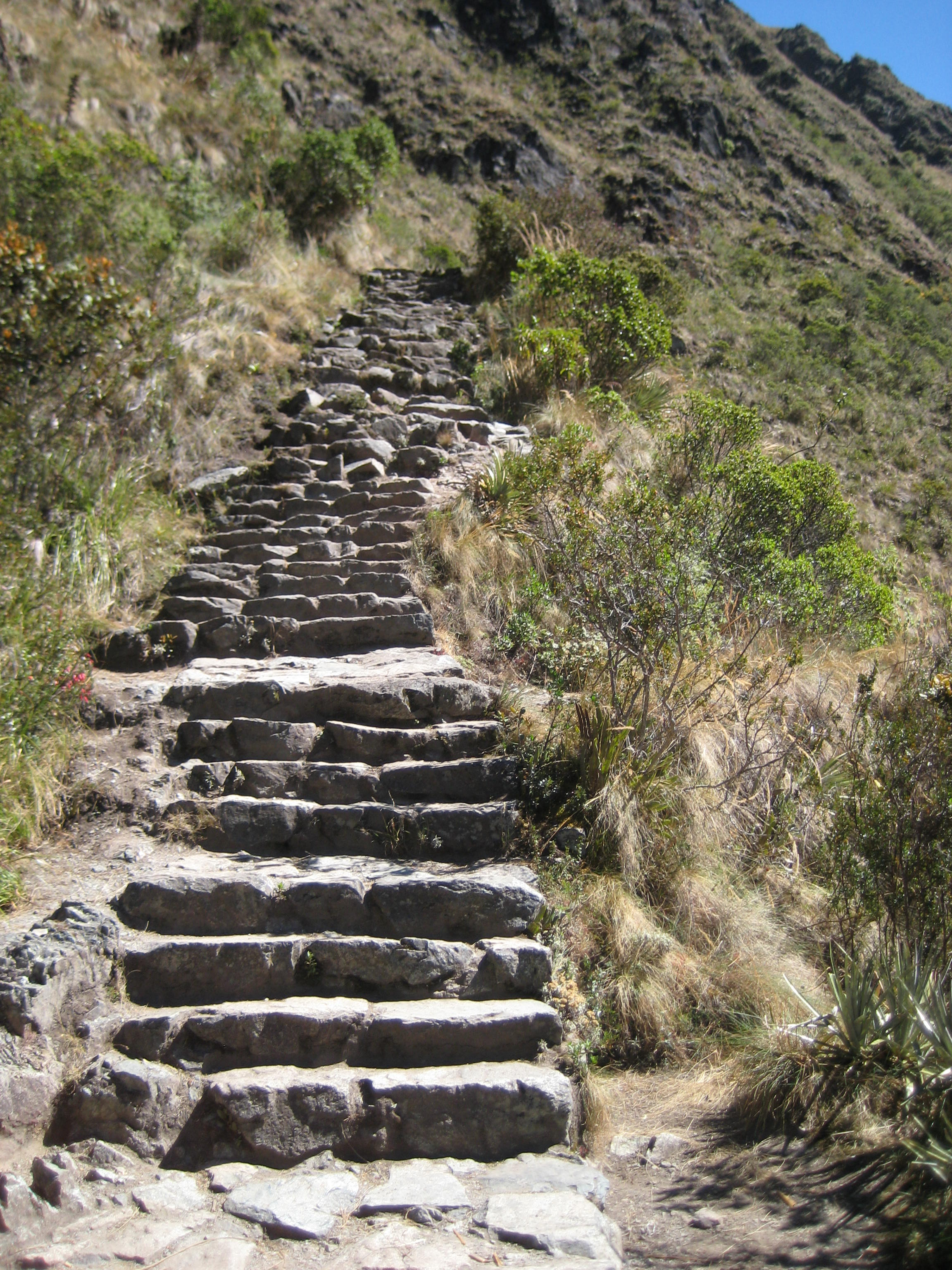
درجات في قسم من الطرق.
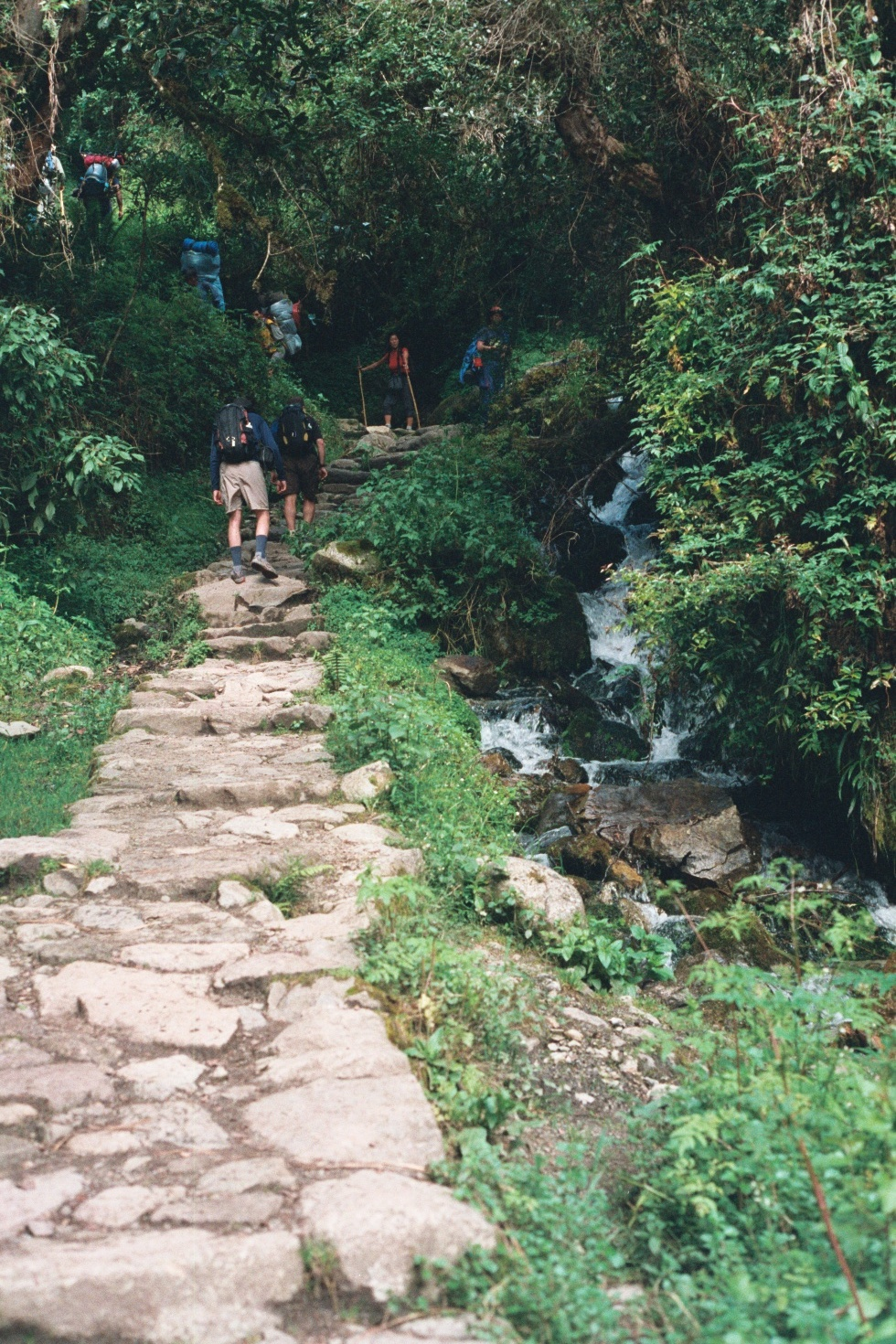
طريق يؤدي إلى ماتشو بيتشو في البيرو.
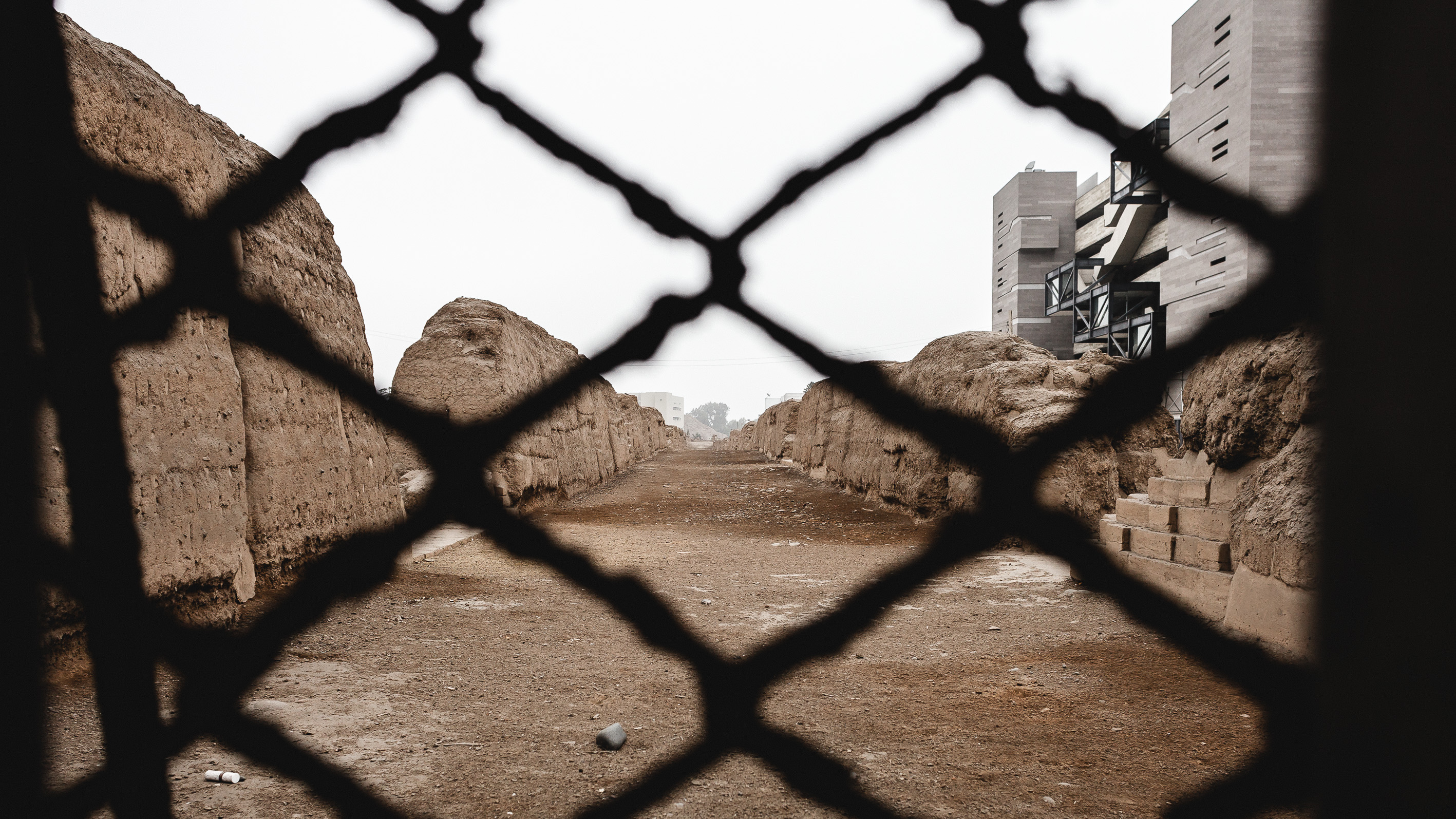
جدران تحيط بطريق في الجامعة الكاثوليكية في ليما.

## مزيد من القراءة
- Moseley, Michael 1992. The Incas and their Ancestors: The archaeology of Peru. Thames and Hudson, New York.
- Hyslop, John, 1984. Inka Road System. Academic Press, New York.
- Andean World: Indigenous History: Culture and Consciousness by Kenneth Adrien.
- Footprints Cusco and The Inca Trail Handbook by Peter Frost and Ben Box
- Jenkins, David. "A Network Analysis of Inka Roads, Administrative Centers and Storage Facilities." Ethnohistory, 48:655–685 (Fall, 2001).

## وصلات خارجية
- قاعدة بيانات جغرافية فرنسية توثّق نظام طرق الإنكا (بالفرنسية)
- Trailer: "Qhapaq Ñan, Voices of the Andes"
- Article: "Reinventing the Inca roads: Representations and construction of memory in Peru (2001–2011)"
- UNESCO World Heritage Centre – Main Inca Road – Qhapaq Ñan